# ヒューズド
『ヒューズド』（Fused）は、トニー・アイオミとグレン・ヒューズが2005年に連名で発表したスタジオ・アルバム。

## 背景
アイオミとヒューズは、過去に「ブラック・サバス・フィーチャリング・トニー・アイオミ」名義のアルバム『セヴンス・スター』（1986年）で共演したのに加えて、1996年にも共同でレコーディング・セッションを行っており、その時の録音は2004年にアルバム『ザ・1996・DEPセッションズ』として発表された。また、本作でドラムスを担当したケニー・アロノフは、アイオミのソロ・アルバム『アイオミ』（2000年）収録曲「ブラック・オブリヴィオン」にも参加している。
日本盤CDにはボーナス・トラック「レット・イット・ダウン・イージー」が追加され、また、iTunesヴァージョンは「The Innocence」、Real.comは「Slip Away」がダウンローダブル・トラックとして追加された。

## 反響・評価
ドイツでは2005年7月25日付のアルバム・チャートで92位を記録したが、翌週にはチャート圏外に落ちた。
Greg Pratoはオールミュージックにおいて5点満点中4点を付け「ソウルフルなボーカル、ヘヴィなリフ、そして力強いドラミング…『ヒューズド』は、新たなパワー・トリオの誕生の兆しなのだろうか?」と評している。また、Scott AlisogluはBlabbermouth.netにおいて10点満点中7点を付け「アイオミのリフは極めて硬質で、ソロも焼けつくようだが、ここで主役を張っているのはヒューズである」と評している。

## 収録曲
全曲ともトニー・アイオミ、グレン・ヒューズ、ボブ・マーレットの共作。
1. ドーパミン - "Dopamine" - 4:09
2. ウェイステッド・アゲイン - "Wasted Again" - 3:56
3. セイヴィアー・オブ・ザ・リアル - "Saviour of the Real" - 4:07
4. リソリューション・ソング - "Resolution Song" - 4:56
5. グレイス - "Grace" - 5:13
6. ディープ・インサイド・ア・シェル - "Deep Inside a Shell" - 3:42
7. ホワット・ユー・アー・リヴィング・フォー - "What You're Living for" - 4:37
8. フェイス・ユア・フィアー - "Face Your Fear" - 4:36
9. ザ・スペル - "The Spell" - 4:57
10. アイ・ゴー・インセイン - "I Go Insane" - 9:14

### 日本盤ボーナス・トラック
1. レット・イット・ダウン・イージー - "Let It Down Easy" - 4:30

## 参加ミュージシャン
- トニー・アイオミ - ギター
- グレン・ヒューズ - ボーカル、エレクトリックベース
- ボブ・マーレット - キーボード、エレクトリックベース
- ケニー・アロノフ（英語版） - ドラムス